# Cour suprême de l'Utah
Pour les articles homonymes, voir Cour suprême.

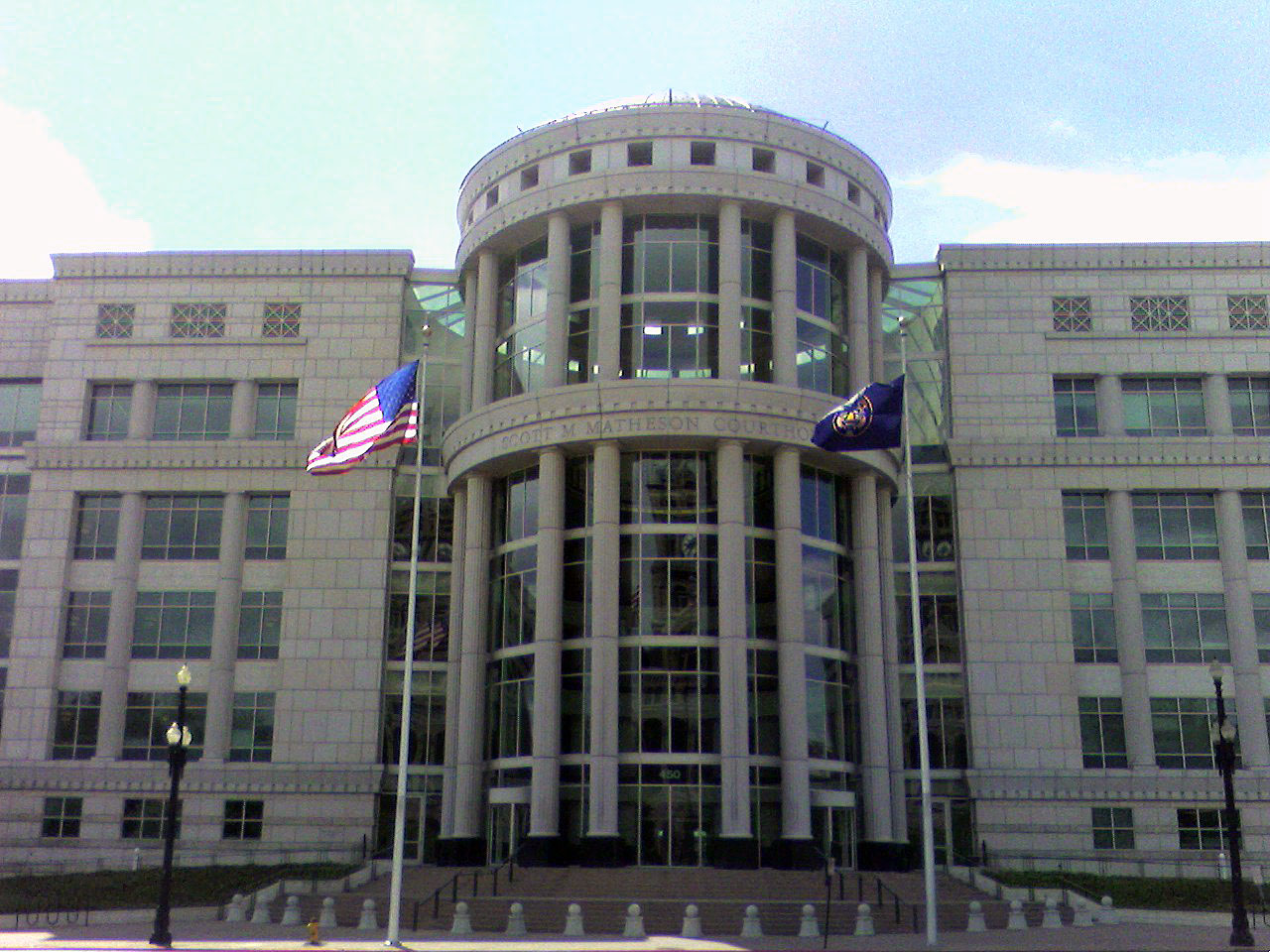
Le siège de la Cour suprême de l'Utah.

La Cour suprême de l’Utah (en anglais : Utah Supreme Court) est la plus haute instance du système judiciaire de l’Utah. Elle est chargée d’interpréter la Constitution de l'Utah. Elle comprend cinq membres : un chief justice, assisté d’un chief justice adjoint, et trois juges. Ils sont tous nommés par le gouverneur de l'Utah, les nominations étant approuvées par le Sénat de l'Utah. Les juges choisissent entre eux qui sera chief justice. Leur mandat est de quatre ans.
La Cour suprême de l’Utah siège à Salt Lake City.